# Gimnasio Teodoro Palacios Flores
El Gimnasio Nacional Teodoro Palacios Flores es un gimnasio cubierto polideportivo de techo recurvo e iluminación tipo campana situado en la Ciudad de los Deportes, 26 calle 12-36 zona 5, en la Ciudad de Guatemala.
Fue construido en 1946 bajo el nombre de Gimnasio Nacional, para albergar las competiciones de baloncesto, boxeo, gimnasia y voleibol en los VI Juegos Centroamericanos y del Caribe de 1950. En 1972 el gimnasio fue renombrado como Gimnasio Teodoro Palacios Flores en honor al atleta guatemalteco con el mismo nombre.
El ingeniero Juan de Dios Aguilar fue el encargado del diseño de la Ciudad de los Deportes. En sus inicios sus graderías estaban recubiertas con madera con espacio para dar cabida a 10,000 personas y fue hasta los años 90 cuando se le colocaron butacas para una capacidad de 3,835 espectadores. 

## Eventos
Sede principal de las temporadas de la lucha libre.
Hasta la fecha, ha sido la sede de diferentes campeonatos de la Liga Metropolitana de Baloncesto, sub-sede de la Copa Mundial de fútbol sala de la FIFA 2000, evento de gimnasia para el Festival Deportivo en 2017, con más de 100 gimnastas de 14 países, entre otros.
También se pueden mencionar múltiples ediciones de la Copa Pat Shaw de luchas, Panamericanos de bádminton,  la edición 15 del Panamericano Juvenil de luchas, Centroamericano infantojuvenil de esgrima, torneos y clasificatorios de Tae-Kwon-Do, Centroamericano U-23 de voleibol todos en 2018 y el torneo COCABA U16 en 2019, entre otros.